# Giovanni da Dondi
Giovanni da Dondi (ur. 1318 w Chioggii, zm. 22 czerwca 1389 w Abbiategrasso) – włoski lekarz i astronom.

## Życiorys
Profesor astronomii na Uniwersytecie w Padwie. Autor traktatu Tractatus Astarii (1364), będącego pierwszym znanym dziełem opisującym mechanizm zegarowy. Skonstruował zegar pokazujący godziny, dni, miesiące, pozycje Księżyca, Słońca i planet.